# 天然くるくるパンダ
『天然くるくるパンダ』（てんねんくるくるパンダ）は、結城さわなによる日本の漫画作品。動物をテーマとした4コマ漫画。『デラックスBetsucomi』（小学館）にて、2003年10月号から隔月で掲載後、『Betsucomi』（同）にて2004年3月号から2017年2月号まで連載された。本作の単行本は海外でも出版されている。

## 概要
- 人語をしゃべる子パンダ笹島さんの毒舌に高校生沢村が静かに突っ込む、公園での2人のやりとりを中心に描いた4コマ漫画。
- 「笹島さん」と呼ぶのは沢村だけであり、他の登場人物からは「笹島」と呼ばれることが多い。
- 基本的に4コマ･8コマからなるが、ごくまれに読みきりストーリー漫画の形で描かれる場合もある。
- タイトルは、漢字･ひらがな･カタカナを使用したいという作者の思いからつけられた。作者自身が呼ばれていた「天然」、作品の主人公である「パンダ」はすぐに決まったが、ひらがなの部分に悩み、頭の中で「ぐるぐる」と考えていたところからひらめいた「くるくる」が組み合わされた。

## 登場人物

### 主人公
笹島さん（ささじま さん）
1歳。世界で唯一人間の言葉を話すことが出来るパンダ。生まれた瞬間から人語を理解している。武田のおかげでペラペラ話せるほどに上達したが、知らない言葉も多い。毒舌であるが自覚は無い。文字も書ける。二足歩行も走ることも出来る。作品に歳を取らないサザエさん現象が起きていることを理解している。 人語が話せるのはトップシークレットであるが、公園では気軽に人に話しかけている。相手が酔っ払いや落ち込んでいる人であるためか、問題にはなっていない。飼育員と会話したり園内放送を担当することもあり、園の関係者は彼が人語を話せることは知っている。給料でUFOキャッチャーをするなど、行動は自由。
目は周囲の黒色と同化しており、沢村でさえ目が開いているのかどうか分からず、死んだ魚のような目をしているらしい。第1話でのみ目が描かれていた。近視。
子供が好きではないため、動物園に来た子供たちに大人が見ていないときを狙って暴言を言い、泣かせることが多い。
お菓子が大好きで、特にケーキが無ければ生きていけないとも語っているが、人の食べかけは食べない。お菓子を食べている途中は幸せいっぱいだが、食べた後は絶望的な気分になる。
同僚でも誰かわからないほどの寝癖が全身につく。朝風呂に入って整える。
沢村昭仁（さわむら あきひと）
17歳、高校2年生。不眠症のため、夜に公園に訪れ笹島に出会う。しゃべるパンダについては、宇宙人がいるのだからという理由で受け入れている。我知らずパンダ語を話すことができ、笹島以外のパンダとも会話が出来る。笹島と仲が良いため、飼育員の武田に憎まれている。近視。

### パンダ
笹島と同じ動物園で生活する同僚で同い歳だが兄弟ではない。全員オスであり、それぞれ目の部分が違う。笹島が病気などで公園に行けないときは、代わりのパンダが公園に行く。行楽シーズンには着ぐるみを着て、他の動物のふりをして動物園に貢献する。給料ももらえる。
守屋（もりや）
つり目。笹島と同様に毒舌であるが本人は気づいていない。仲間思いで同僚にとっておにいちゃん的存在。酒好き。
燕子（えんし）
キャッチライト。女の子と間違われることも多い。大のかばん好きで複数の鞄を持っており、鞄に名前をつけている。畳の部屋を勝手にフローリングに変えてしまう。花柄のカーテン、布団、パジャマを愛用している。
雄桂（ゆうけい）
黒目、睫毛あり。真面目で笹島から密かに「風紀委員」と呼ばれている。戦国武将のフィギュアを持っている。書き下ろしで存在感のなさに悩んでいるが、書き下ろしに名前さえ登場しない英達の比ではない。
英達（えいたつ）
たれ目。楽しければそれでいいので、笹島の脱走を手伝った後、飼育員に脱走を報告することもある。笹島にとって敵か味方かは不明。

### 飼育員
武田建一（たけだ けんいち）
笹島が生まれた時から世話をしている。笹島を大変かわいがっており、笹島にと親しくしている沢村を憎んでいる。パンダのスレンダーな着ぐるみを着て沢村に圧力をかけに行ったこともある。その際、笹島に柔道を教えていたため、自分が技をかけられる羽目になる。喫煙者。
羽柴直太郎（はしば なおたろう）
面倒くさがり。足を組めないパンダたちに足組を見せびらかすなど、力を入れることもある。
雪見沙夜子（ゆきみ さよこ）
かわいいものが好きで、見ると鼻血が出る。関西出身。関西弁を覚えた笹島の関西弁にシビアな忠告をする。

### 天敵
笹島の天敵。この2匹により、笹島の中で申年と戌年は、「レッサーパンダ年」、「ジャイアントパンダ年」置き換えられている。干支が2匹にはあって自分には無いため、干支になっている他の動物もまとめて嫌っている。会話をすることは無いが、態度や行動で笹島が一方的に馬鹿にされている。
サトル（さとる）
犬。他の動物とは違い擬人的に描かれておらず、本物の犬に近い。笹島を見下しており、笹島さんの悪態をまったく相手にしない。
猿（名前は不明）
動物園のサル山に住む白目の猿。眉間にしわが寄っている。パンダの中でも特に笹島に嫌がらせしている。

## 同時収録
天然くるくるパンダ
- 一言、物申す。(天然くるくるパンダ かきおろし特別編)
- この男、最低につき。
- シャドー･Shadow
- 今週の当番

天然くるくるパンダMAX!!
- 今週の当番
- 擬人化コミュニケーション

## 書誌情報
- 結城さわな『天然くるくるパンダ』小学館〈フラワーコミックス〉、2006年6月20日発行、ISBN 4-09-130438-9
- 結城さわな『天然くるくるパンダMAX!!』小学館〈Betsucomiフラワーコミックス〉、2010年5月26日発売[4]、ISBN 978-4-09-133265-3